# Cabera straminea
Cabera straminea är en fjärilsart som beskrevs av Butler 1879. Cabera straminea ingår i släktet Cabera och familjen mätare. Inga underarter finns listade i Catalogue of Life.